# Gethmann (Unternehmerfamilie)

Wappen der Familie Gethmann

Schriftstück von Friedrich-Wilhelm Gethmann (1630–1705)

Porträt von Wilhelm-Anton Gethmann (1804–1877)

Die Familie Gethmann war eine Unternehmerfamilie in Blankenstein, Hattingen.
Jürgen-Henrich Gethmann (1698–1750) erwarb 1730 das Stammhaus Gethmann in Blankenstein. Er vererbte es an seinen Sohn Johann Wilhelm Friedrich Gethmann (1734–1807), der bis 1788 die Wolltuchfabrik Gethmann und Consorten betrieb. 
Dessen Sohn Carl Friedrich Gethmann (1777–1865) war Gewerke im Ruhrbergbau und produzierte in einer Werft an der Ruhr etwa eine Aak pro Jahr, von denen er selbst neun besaß und damit Steinkohle und Salz nach Ruhrort brachte. Im Jahre 1806 legte er den Gethmannschen Garten in Blankenstein an. Die Familie war auch Mäzen der katholischen Kirche St. Johannes Baptist zu Blankenstein. Dessen Sohn war Wilhelm-Anton Gethmann (1804–1877).